# 闭集

满足的点着蓝色。满足的点着红色。红色的点形成了开集。红色和蓝色的点的并集是闭集。

在拓扑空间中，闭集是指其补集为开集的集合。在一个拓扑空间内，闭集可以定义为一个包含所有其极限点的集合。在完备度量空间中，一个闭集的极限运算是闭合的。不要混淆于闭流形。

## 闭集等价的定义
在一個任意的拓扑空间{\displaystyle (X,{\mathcal {T}})}内，一个集合{\displaystyle C}是闭集当且仅当它与它的闭包{\displaystyle {\bar {C}}}相同。等价地，一个集合{\displaystyle C}是闭集当且仅当所有的极限点都是这个集合中的点；也就是，{\displaystyle C'\subseteq C}。

## 性质
闭集包含其自身的边界。换句话说，这个概念基于“外部”的概念，如果你在一个闭集的外部，你稍微“抖动”一下仍在这个集合的外部。注意，这个概念在边界为空的时候还是真的，比如在有理数的度量空间中，对于平方小于2的数的集合。
任意多个闭集的交集是闭集；有限多个闭集的并集是闭集。特别的，空集和全空间是闭集。
交集的性质也被用来定义空间{\displaystyle X}上的集合{\displaystyle A}的闭包，即{\displaystyle X}的闭合子集中最小的{\displaystyle A}的父集。特别的，{\displaystyle A}的闭包可以通过所有的其闭合父集的交集来构造。

## 例子
- 区间{\displaystyle [a,b]}在实数上是闭集。（方括号、圆括号的集合符号，参见区间文中的解释。）
- 单位区间{\displaystyle [0,1]}在实数{\displaystyle \mathbb {R} }的度量空间中是闭集。而集合{\displaystyle [0,1]\cap \mathbb {Q} }在有理数{\displaystyle \mathbb {Q} }上是闭集，但在实数{\displaystyle \mathbb {R} }上并不是闭集。
- 有些集合既不是开集也不是闭集，如实数{\displaystyle \mathbb {R} }上的半开区间{\displaystyle [0,1)}。
- 有些集合既是开集也是闭集叫做闭开集，最簡單的例子就是空集合以及拓樸空間本身。
- 半区间{\displaystyle [1,\infty )}在實數{\displaystyle \mathbb {R} }上是闭集。
- 康托尔集是一个独特的闭集，它包含所有边界点，并且没有一处是稠密的。
- 仅包含一个点的集合（显然它是有限集）在豪斯多夫空间内是闭集。
- 如果{\displaystyle X}和{\displaystyle Y}是拓扑空间，而{\displaystyle f}是一個從{\displaystyle X}到{\displaystyle Y}的連續函數當且僅當{\displaystyle Y}中任意的閉集{\displaystyle C}的原像{\displaystyle f^{-1}(C)}在{\displaystyle X}中也是闭集。

## 细说
上述闭集的定义是根据开集而来得，这一概念在拓扑空间上是有意义的，同时也适用于含有拓扑结构的其他空间，如度量空间、可微流形、一致空间和规格空间。
另一种对闭集的定义是通过序列。拓扑空间{\displaystyle X}上的子集{\displaystyle A}是闭合的，当且仅当{\displaystyle A}的元素组成的任意序列的任意极限仍然属于{\displaystyle A}。这一表述的价值在于，它可以用在收敛空间的定义中，而收敛空间比拓扑空间更普通。注意，这一表述仍然依赖背景空间{\displaystyle X}，因为序列是否在{\displaystyle X}中收敛依赖于{\displaystyle X}中的点。
集合是否是闭合的通常取决于它所在的空间。然而在某种意义上，紧致的豪斯多夫空间是“绝对闭合的”。精确地说，将紧致的豪斯多夫空间{\displaystyle K}放在任意豪斯多夫空间{\displaystyle X}中，{\displaystyle K}总是{\displaystyle X}的一个闭合子集；这和“背景空间”没有关系。实际上，这个性质刻画了紧致的豪斯多夫空间。